# محمد يخلف
محمد يخلف لاعب كرة قدم جزائري يلعب ويلعب في مركز الدفاع حاليا لنادي وفاق سطيف في مركز الدفاع. وكان قد ولد يوم 12 يناير 1981 في تلمسان.

## وصلات خارجية
- محمد يخلف على موقع قاعدة بيانات كرة القدم.إي يو (الإنجليزية)
- محمد يخلف على موقع كووورة